# Xã Jackson, Quận Starke, Indiana
Xã Jackson (tiếng Anh: Jackson Township) là một xã thuộc quận Starke, tiểu bang Indiana, Hoa Kỳ. Năm 2010, dân số của xã này là 549 người.